# Emilie Turunen
Emilie Turunen (ur. 13 maja 1984 w Kopenhadze) – duńska polityk, posłanka do Parlamentu Europejskiego VII kadencji.

## Życiorys
Studiowała nauki społeczne na Uniwersytecie w Roskilde. Była wolontariuszem duńskiej organizacji humanitarnej DanChurchAid m.in. w Kambodży. Od 2008 do 2009 przewodniczyła organizacji młodzieżowej Socjalistycznej Partii Ludowej.
W wyborach w 2009 z ramienia socjalistów uzyskała mandat posłanki do Parlamentu Europejskiego. Przystąpiła do grupy Zielonych i Wolnego Sojuszu Europejskiego (została jej wiceprzewodniczącą), a także do Komisji Rynku Wewnętrznego i Ochrony Konsumentów. W 2013 przeszła do Socialdemokraterne i frakcji socjalistycznej.